# Gabriel Heinze
Gabriel Iván Heinze (Crespo, 19 april 1978) is een Argentijns voetbaltrainer en voormalig  profvoetballer die bij voorkeur in de verdediging speelde. Hij tekende in juli 2011 een eenjarig contract bij AS Roma, dat hem transfervrij overnam van Olympique Marseille. Ondanks een goed rendement en het feit dat de Roma aanhang hem prees voor zijn inzet, besloten club en speler samen zijn contract te ontbinden. Dit ondanks het feit dat bij zijn 25e wedstrijd in het seizoen, het contract automatisch met een jaar verlengd was. In de zomer van 2012 keerde Heinze terug naar zijn eerste profclub, Newell's Old Boys. In april 2003 debuteerde hij in het Argentijns voetbalelftal. Zijn vader is een Wolga-Duitser en zijn moeder is van Italiaanse afkomst.

## Clubcarrière
Heinze speelde tijdens zijn carrière als profvoetballer eerder bij Newell's Old Boys (1996-1997), Real Valladolid (1997-1998, 2000-2001), Sporting Lissabon (1998-1999, uitgeleend), Paris Saint-Germain (2001-2004), Manchester United (2004-2007), Real Madrid (2007-2009), Olympique de Marseille (2009-2011) en AS Roma (2011-2012).

## Interlandcarrière
Heinze speelde zijn eerste interland voor het Argentijns voetbalelftal op 30 april 2003 tegen Libië. In 2004 won de verdediger goud op de Olympische Spelen. Hij was bij dat toernooi een van de drie dispensatiespelers in de selectie van bondscoach Marcelo Bielsa. Hij maakt deel uit van de selectie voor het WK 2006 en het WK 2010.

## Trainerscarrière
In 2015 begon Heinze aan zijn eerste klus als hoofdtrainer. Hij werd de coach van Godoy Cruz. Door tegenvallende resultaten vertrok Heinze al na 10 wedstrijden bij Godoy Cruz. In 2016 werd Heinze aangesteld als hoofdtrainer van Argentinos Juniors. Na een stroeve start kwamen er goede resultaten. Dit leidde uiteindelijk tot het kampioenschap in de Primera B, het tweede niveau in Argentinië. Na het kampioenschap nam de Argentijn ontslag en tekende in 2017 bij Vélez Sarsfield. Daar vertrok hij in maart 2020. In december 2020 tekende hij een contract tot eind 2022 bij het Amerikaanse Atlanta United. Op 18 juli 2021 werd Heinze na tegenvallende resultaten ontslagen bij Atlanta United.

## Erelijst
Als speler
 Paris Saint-Germain
- UEFA Intertoto Cup: 2001

 Manchester United
- Premier League: 2006/07

 Real Madrid
- Primera División: 2007/08
- Supercopa de España: 2008

 Olympique Marseille
- Ligue 1: 2009/10
- Coupe de la Ligue: 2009/10, 2010/11

 Newell's Old Boys
- Primera División: 2012/13

 Argentinië
- Olympische Zomerspelen: 2004

Individueel als speler
- Sir Matt Busby Player of the Year: 2004/05

Als trainer
 Argentinos Juniors
- Primera B Nacional: 2016/17